# Radenska/Saison 2012
Dieser Artikel listet Erfolge und Fahrer des Radsportteams Radenska in der Saison 2012 auf.

## Erfolge in der UCI Europe Tour
In den Rennen der Saison 2012 der UCI Europe Tour gelangen die nachstehenden Erfolge.
| Datum      | Rennen                                             | Kat. | Sieger        |
| ---------- | -------------------------------------------------- | ---- | ------------- |
| 8. Juni    | Slowenische Meisterschaft – Einzelzeitfahren (U23) | CN   | Jan Polanc    |
| 24. Juni   | Slowenische Meisterschaft – Straßenrennen (U23)    | CN   | Luka Pibernik |
| 6. Oktober | Piccolo Giro di Lombardia                          | 1.2  | Jan Polanc    |

## Platzierungen in UCI-Ranglisten
| UCI Continental Circuit | Platz |
| ----------------------- | ----- |
| UCI America Tour 2012   | 40    |
| UCI Europe Tour 2012    | 36    |

## Zugänge – Abgänge
| Zugänge                  | Team 2011  | Abgänge           | Team 2012                   |
| ------------------------ | ---------- | ----------------- | --------------------------- |
| Jan Tratnik              | Quick Step | Blaž Klemenčič    | Feltz Oetztal X-Bionic Team |
| Blaž Bogataj             | Neoprofi   | Jure Berk         | Unbekannt                   |
| Doron Hekič              | Neoprofi   | Urban Ferenčak    | Unbekannt                   |
| Marko Pavlič             | Neoprofi   | Klemen Michelizza | Unbekannt                   |
| Luka Pibernik            | Neoprofi   | David Zupančič    | Unbekannt                   |
| Tadej Hiti (ab 10. Juli) | Neoprofi   |                   |                             |

## Mannschaft
| Name            | Geburtstag        | Nationalität |
| --------------- | ----------------- | ------------ |
| Blaž Bogataj    | 17. März 1992     | Slowenien    |
| Jaka Bostner    | 5. November 1990  | Slowenien    |
| Doron Hekič     | 13. Dezember 1993 | Slowenien    |
| Tadej Hiti      | 3. Dezember 1993  | Slowenien    |
| Robert Jenko    | 15. April 1990    | Slowenien    |
| Marko Pavlič    | 9. Februar 1993   | Slowenien    |
| Luka Pibernik   | 23. Oktober 1993  | Slowenien    |
| Jan Polanc      | 6. Mai 1992       | Slowenien    |
| Andrej Rajšp    | 26. Juli 1992     | Slowenien    |
| Klemen Štimulak | 20. Juli 1990     | Slowenien    |
| Jan Tratnik     | 23. Februar 1990  | Slowenien    |